# Copa Alberto Spencer 2019
La Copa "Pepsi Alberto Spencer" 2019 fue la primera y única edición de la Copa Alberto Spencer, un torneo nacional de fútbol organizado por Liga Pro en conjunto con GolTV de carácter amistoso. Las sedes fueron los estadios: Estadio Banco del Pacífico-Capwell; Estadio Monumental Banco Pichincha de Guayaquil, Estadio Gonzalo Pozo Ripalda; Estadio Rodrigo Paz Delgado de Quito. En esta edición participaron únicamente equipos ecuatorianos. 
Los equipos participantes de esa  edición fueron cuatro: Barcelona Sporting Club, Club Sport Emelec, Sociedad Deportiva Aucas y Liga Deportiva Universitaria de Quito.

## Sistema de juego
Es un torneo de eliminación directa con disputas de ida y vuelta. En caso de igualdad tras finalizar los 90 minutos de juego, el ganador se define por Tiros desde el punto penal.

## Datos de los equipos participantes
| Equipo        | Calidad                                                          |
| ------------- | ---------------------------------------------------------------- |
| Emelec        | Invitado y subcampeón de la Primera División de Ecuador 2018.    |
| Aucas         | Invitado y octavo lugar de la Primera División de Ecuador 2018.  |
| Barcelona     | Invitado y tercer lugar de la Primera División de Ecuador 2018 . |
| Liga de Quito | Invitado y campeón de la Primera División de Ecuador 2018.       |

## Partidos
|  | Semifinales                    | Semifinales                    | Semifinales                    | Semifinales                    |   |           | Final                          | Final                          | Final                          | Final                          |  |
|  | Del 15 de junio al 20 de junio | Del 15 de junio al 20 de junio | Del 15 de junio al 20 de junio | Del 15 de junio al 20 de junio |   |           | Del 23 de junio al 30 de junio | Del 23 de junio al 30 de junio | Del 23 de junio al 30 de junio | Del 23 de junio al 30 de junio |  |
|  |                                |                                |                                |                                |   |           |                                |                                |                                |                                |  |
|  |                                |                                |                                |                                |   |           |                                |                                |                                |                                |  |
|  | Emelec                         | Emelec                         | 1                              | 1                              |   |           |                                |                                |                                |                                |  |
|  | Emelec                         | Emelec                         | 1                              | 1                              |   |           |                                |                                |                                |                                |  |
|  | Barcelona                      | Barcelona                      | 1                              | 2                              |   |           |                                |                                |                                |                                |  |
|  | Barcelona                      | Barcelona                      | 1                              | 2                              |   | Barcelona | Barcelona                      | 1                              | 1                              |                                |  |
|  |                                |                                |                                |                                |   | Barcelona | Barcelona                      | 1                              | 1                              |                                |  |
|  |                                |                                | Liga de Quito                  | Liga de Quito                  | 0 | 1         |                                |                                |                                |                                |  |
|  | Aucas                          | Aucas                          | Liga de Quito                  | Liga de Quito                  | 0 | 1         | 1                              | 2                              |                                |                                |  |
|  | Aucas                          | Aucas                          |                                |                                |   |           | 1                              | 2                              |                                |                                |  |
|  | Liga de Quito                  | Liga de Quito                  | 0                              | 4                              |   |           |                                |                                |                                |                                |  |
|  | Liga de Quito                  | Liga de Quito                  | 0                              | 4                              |   |           |                                |                                |                                |                                |  |
|  |                                |                                |                                |                                |   |           |                                |                                |                                |                                |  |

### Semifinales
| 15 de junio de 2019, 19:00 | Emelec            | 1:1 (0:0) | Barcelona    | Estadio Banco del Pacífico, Guayaquil |                         |
|                            | Angulo 71' (pen.) |           | 66' Quiñónez | Árbitro(s): Marlon Vera               | Árbitro(s): Marlon Vera |

| 19 de junio de 2019, 19:30 | Barcelona         | 2:1 (2:1) | Emelec  | Estadio Monumental, Guayaquil |                         |
|                            | Quiñónez 14', 18' |           | 6' Vega | Árbitro(s): Luis Quiroz       | Árbitro(s): Luis Quiroz |

| 16 de junio de 2019, 12:00 | Aucas        | 1:0 (0:0) | Liga de Quito | Estadio Gonzalo Pozo Ripalda, Quito |             |
|                            | Figueroa 66' |           |               | Árbitro(s):                         | Árbitro(s): |

| 20 de junio de 2019, 19:00 | Liga de Quito                                        | 4:2 (1:1) | Aucas                       | Estadio Rodrigo Paz Delgado, Quito |             |
|                            | Murillo 17' · Julio 61' · Martínez 83' · Alcívar 88' |           | 36' Quiñónez · 73' Barreiro | Árbitro(s):                        | Árbitro(s): |

### Final
| 23 de junio de 2019, 16:00 | Barcelona          | 1:0 (1:0) | Liga de Quito | Estadio Monumental, Guayaquil |             |
|                            | Ángel Quiñónez 26' |           |               | Árbitro(s):                   | Árbitro(s): |

| 30 de junio de 2019, 17:00 | Liga de Quito    | 1:1 (1:1) | Barcelona         | Estadio Rodrigo Paz Delgado, Quito         |                                            |
|                            | José Cazares 10' |           | 45' Pedro Velasco | Asistencia: 19200 espectadores Árbitro(s): | Asistencia: 19200 espectadores Árbitro(s): |

## Tabla de posiciones
|  | Pos | Equipo        | Pts | PJ | PG | PE | PP | GF | GC | Dif |
|  | --- | ------------- | --- | -- | -- | -- | -- | -- | -- | --- |
|  | 1º  | Barcelona     | 8   | 4  | 2  | 2  | 0  | 5  | 3  | 2   |
|  | 2º  | Liga de Quito | 4   | 4  | 1  | 1  | 2  | 5  | 5  | 0   |
|  | 3º  | Aucas         | 3   | 2  | 1  | 0  | 1  | 3  | 4  | -1  |
|  | 4º  | Emelec        | 1   | 2  | 0  | 1  | 1  | 2  | 3  | -1  |

 Pts= Puntos; PJ= Partidos jugados; G= Partidos ganados; E= Partidos empatados; P= Partidos perdidos; GF= Goles a favor; GC= Goles en contra; Dif= Diferencia de gol; 
Obs.= 2 puntos por victoria en esa época
|  | Campeón. |

## Campeón
|                       |
| Barcelona 1.er Título |

## Estadísticas

### Goleadores
| Jugador           | Club          |   | PJ |
| ----------------- | ------------- | - | -- |
| Ángelo Quiñónez   | Barcelona     | 4 | 3  |
| Jordy Alcívar     | Liga de Quito | 1 | 1  |
| Víctor Figueroa   | Aucas         | 1 | 2  |
| Brayan Angulo     | Emelec        | 1 | 2  |
| Leandro Vega      | Emelec        | 1 | 2  |
| Jacob Murillo     | Liga de Quito | 1 | 2  |
| Jhonny Quiñónez   | Aucas         | 1 | 2  |
| Maxi Barreiro     | Aucas         | 1 | 2  |
| Jhojan Julio      | Liga de Quito | 1 | 2  |
| Cristian Martínez | Liga de Quito | 1 | 2  |